# 黎穎瑜
黎穎瑜（英語：Jade Lai Wing-yu，1977年7月1日—），羅德學人（獲得羅德獎學金負笈英國進修），曾任民政事務局局長政治助理。

## 生平
黎穎瑜於1977年生於廣州，兒時隨家人移居香港。畢業於馬頭涌官立小學，年少時傾向以課外活為主導。當她在華英中學就讀中四時，父親告誡她要認真讀書，在審視自己前途後，決定努力讀書，結果於香港中學會考取得佳績，並成功考取全額獎學金入讀香港李寶椿聯合世界書院。其後，她在香港中文大學取得社會科學學士一級榮譽學位。她於2000年獲頒羅德獎學金，負笈英國牛津大學奧里爾學院，修畢社會學研究碩士學位。學成畢業後，她曾出任香港理工大學及香港大學專業進修學院講師，同時擔任電台節目客席主持。
2008年，黎穎瑜加入智經研究中心擔任研究經理，期後成為政策倡議總監。她亦曾任職梁振英旗下的齊心基金會，擔任副行政總裁。2013年11月，黎穎瑜正式加入特區政府，先後於勞工及福利局擔任張建宗和蕭偉強的政治助理。2017年8月，她轉任民政事務局政治助理，先後與劉江華和徐英偉共事。
她與丈夫合共持有三個物業，分別為一位於九龍城的住宅單位，廣州的商業單位，及東京的住宅單位，為政治助理中最多。
黎穎瑜因為要照顧家人而提出請辭，於2021年1月20日正式離任。同年7月10日開始在香港電台主持名為《夢想號啟航》的電台節目。

## 外部連結
| 政府职务      | 政府职务                            | 政府职务      |
| ------------- | ----------------------------------- | ------------- |
| 前任： 徐英偉 | 民政事務局政治助理 2017年－2021年   | 繼任： 張進樂 |
| 前任： 莫宜端 | 勞工及福利局政治助理 2013年－2017年 | 繼任： 馮興禮 |